# نظام معلومات المسافرين
نظام معلومات المسافرين (بالإنجليزية: Passenger Information [Display] System (PIS or PIDS))‏ أو نظام معلومات الركاب، هو نظام معلومات إلكتروني، يقوم بمساعدة المسافرين بين المدن أو الركاب الذين يقومون بالتنقل ضمن المدينة على معرفة مواعيد انطلاق وسائل النقل ومواعيد وصولها، وكيفية التنقل بين نقطتين باستخدام وسائل النقل. عادة ما يعتمد هذا النظام على جداول رحلات مخططة مسبقاً ويوفرها للمسافرين. يمكن استخدامه عن طريق متصفح الإنترنت أو جهاز محمول باليد.

## معرض صور

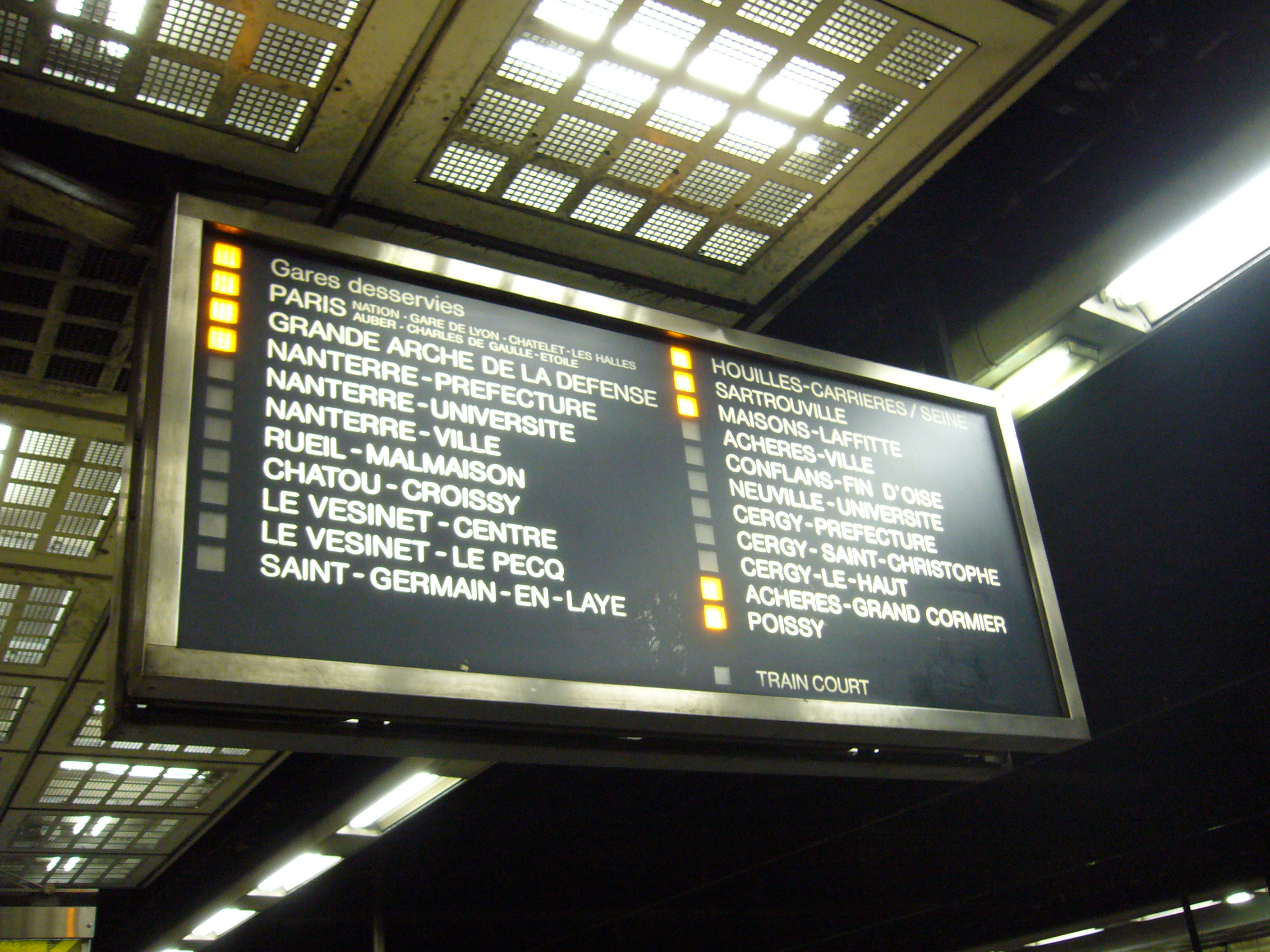
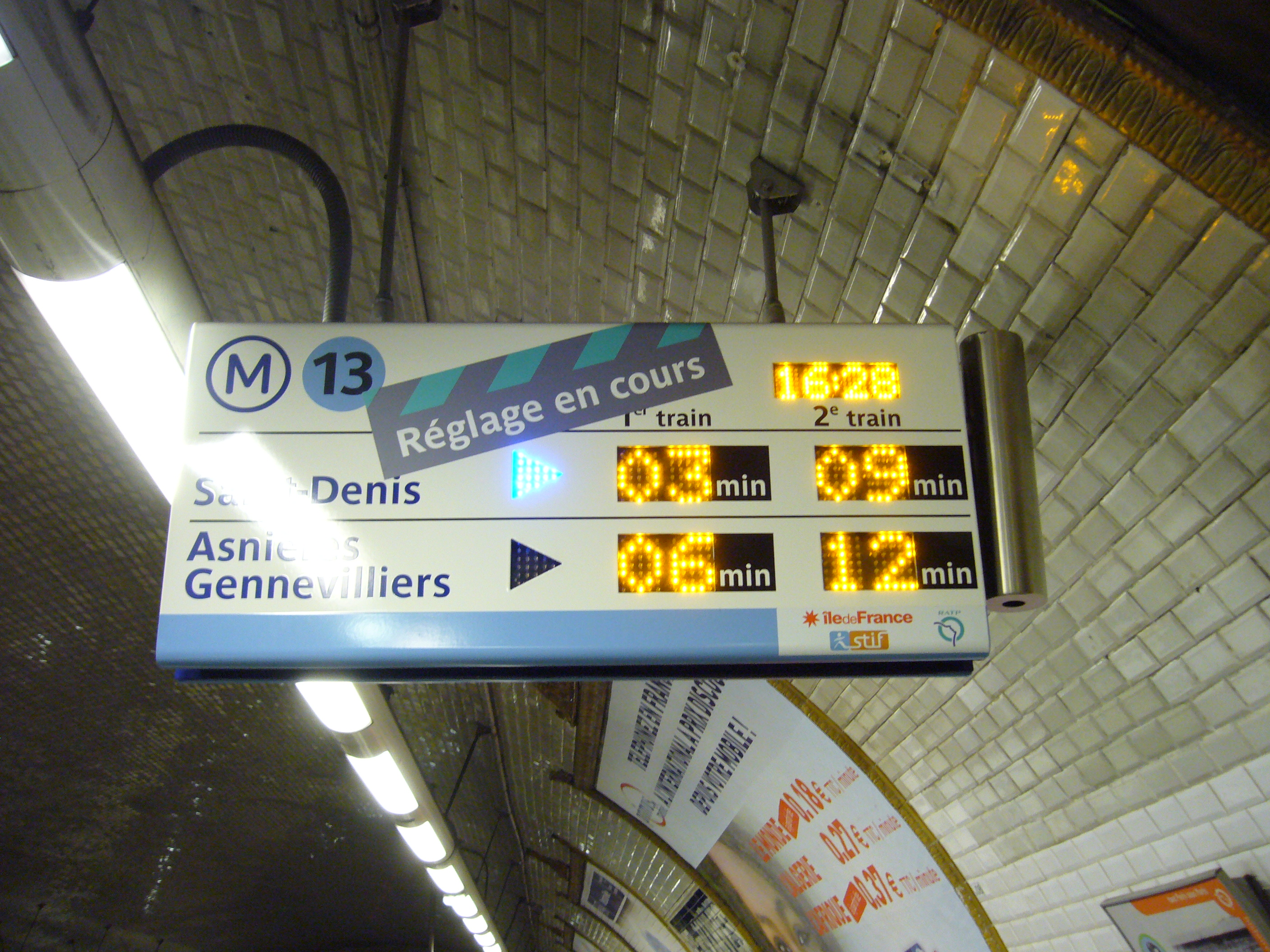
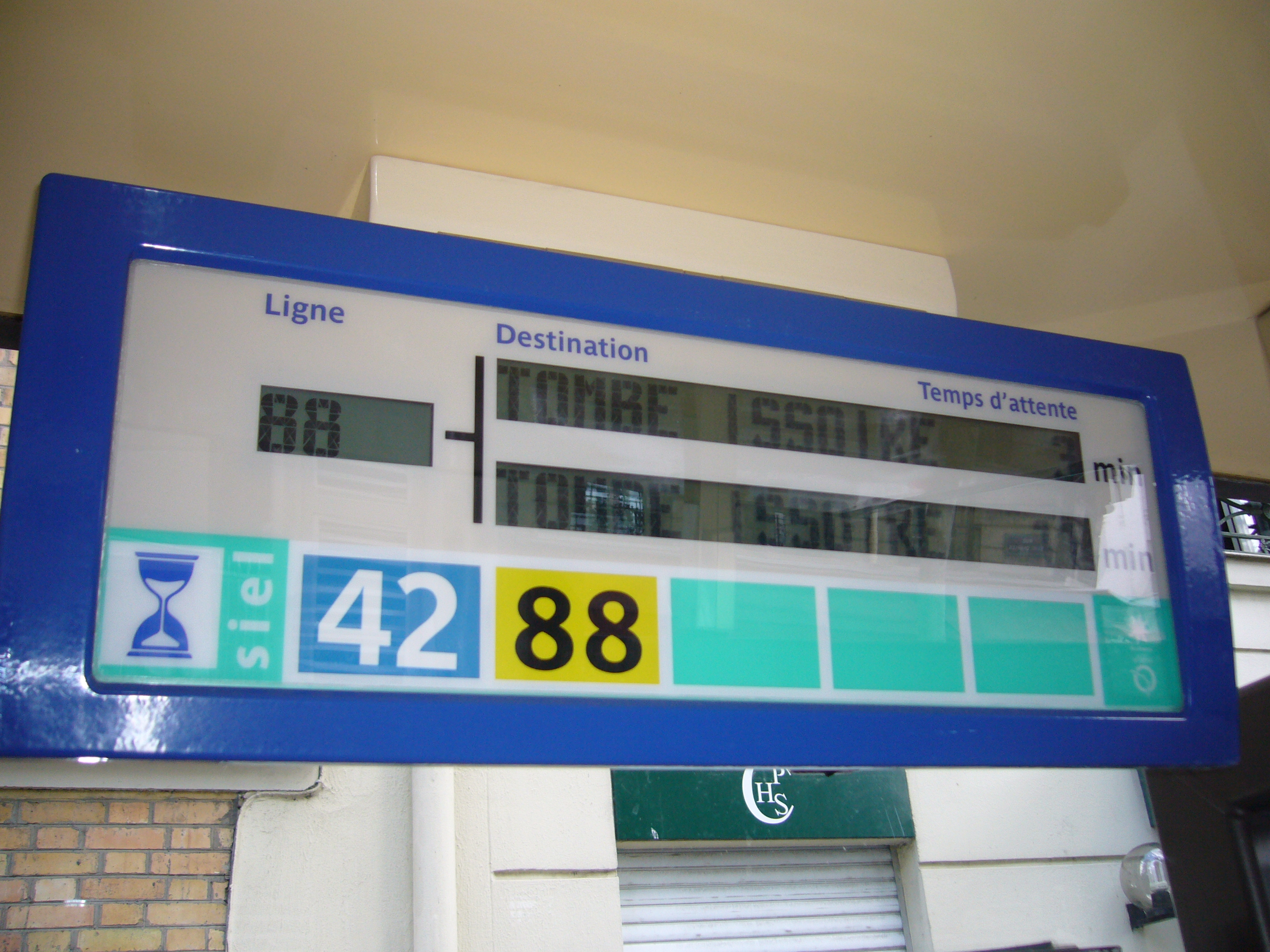
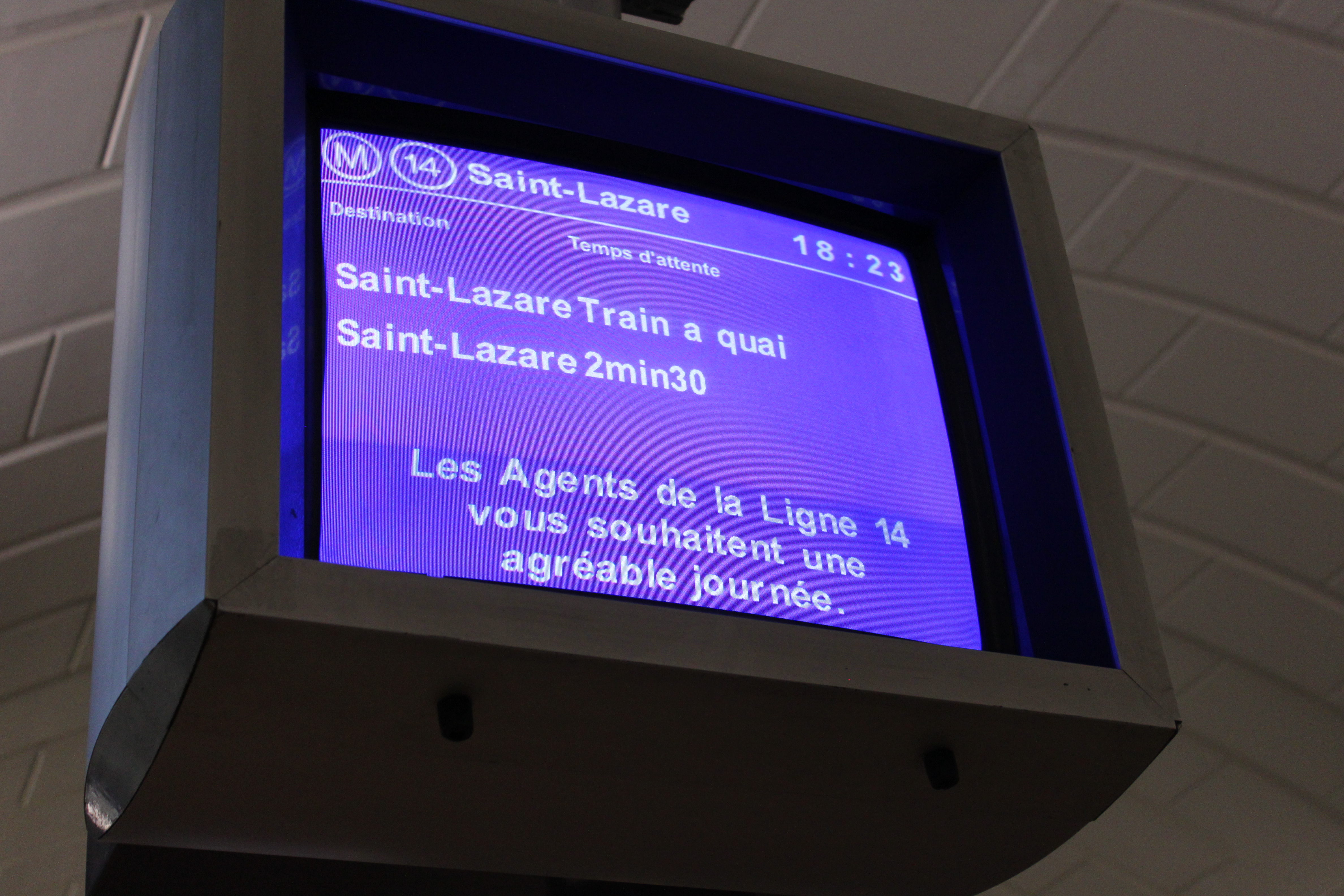
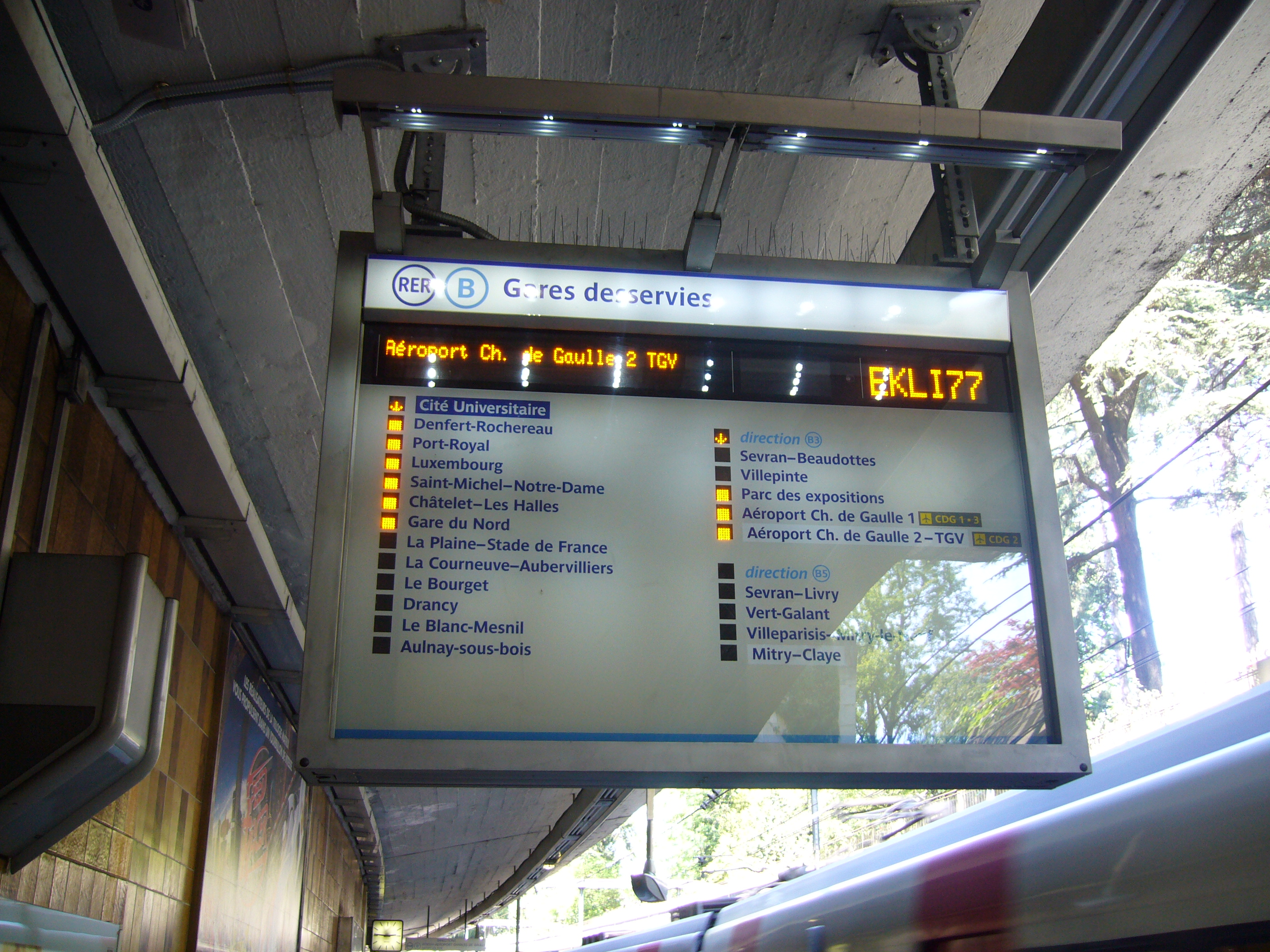
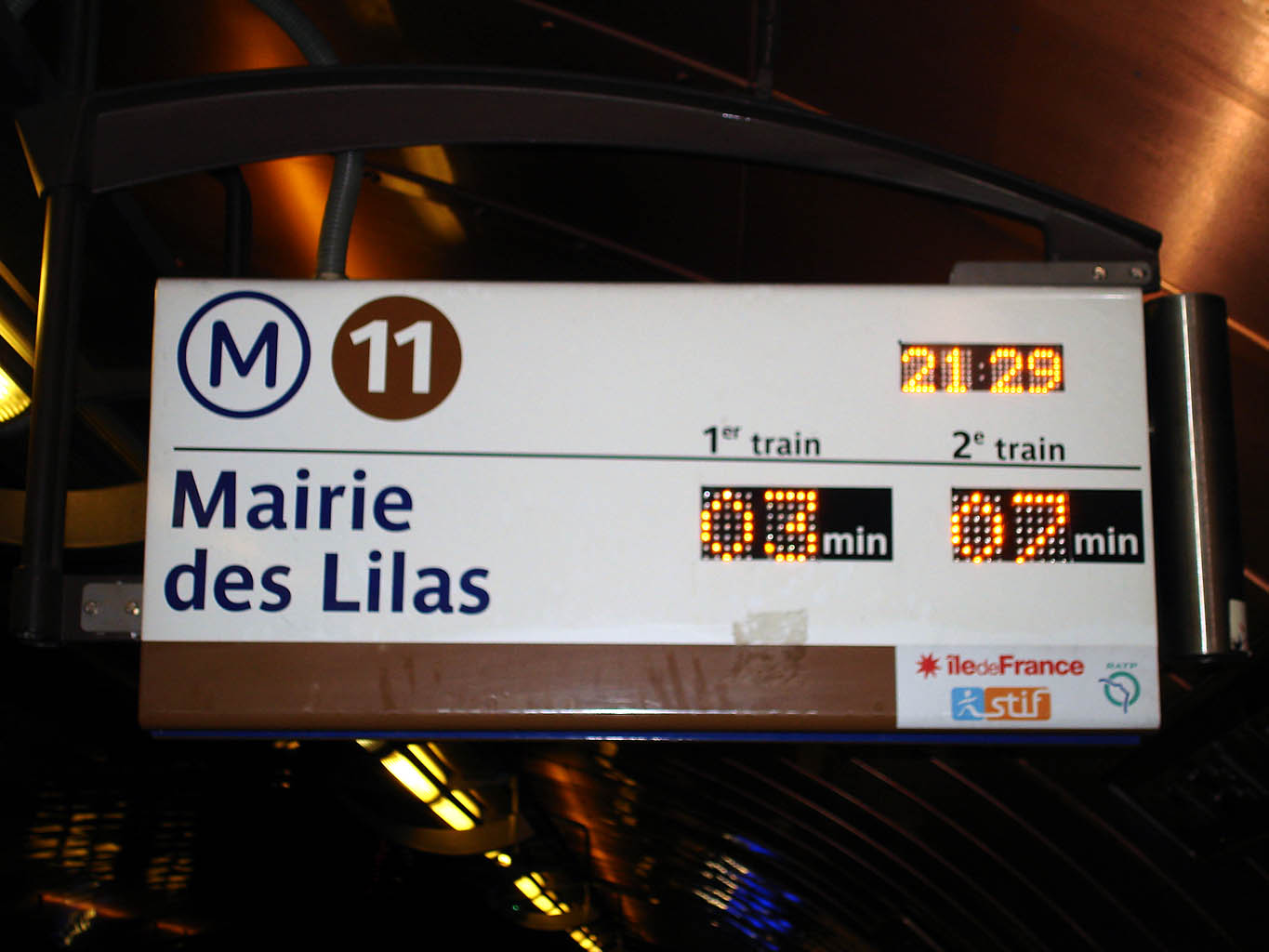